# اللجنة الأولمبية الدومينيكية
اللجنة الأولمبية الدومينيكية (بالإسبانية: Comité Olímpico Dominicano)‏ وتعرف اختصارًا COLIMDO، هي منظمةٌ تمثل رياضيي جمهورية الدومينيكان في اللجنة الأولمبية الدولية (IOC) ودورة الألعاب الأمريكية. يقع مقر هذه اللجنة في  سانتو دومينغو بجمهورية الدومينيكان. ويديرها حاليًا لويس ميخيا أوفييدو [الإنجليزية].

## روابط خارجية
- الموقع الرسمي